# فرشتگان و حشرات
فرشتگان و حشرات (انگلیسی: Angels & Insects) فیلمی در ژانر رمانتیک و درام به کارگردانی فیلیپ هاس است که در سال ۱۹۹۵ منتشر شد.

## بازیگران
- مارک رایلنس
- پتسی کنسیت
- کریستین اسکات توماس
- داگلاس هنشال
- آنا مسی
- کریس لارکین
- جرمی کمپ
- پل ردی